# Wade Baldwin
Wade Manson Baldwin IV (ur. 29 marca 1996 w Belle Mead) – amerykański koszykarz, występujący na pozycji rozgrywającego, obecnie zawodnik klubu Saski Baskonia.
16 października 2017 został zwolniony przez Memphis Grizzlies. 3 dni później podpisał kontrakt z Portland Trail Blazers na występy zarówno w NBA, jak i G-League.
4 lutego trafił w wyniku wymiany do Cleveland Cavaliers. 3 dni później w rezultacie kolejnego transferu trafił do Houston Rockets. Kilka godzin później w ramach kolejnej wymiany został zawodnikiem Indiany Pacers. 8 lutego został zwolniony.
10 lipca 2021 dołączył do hiszpańskiego klubu Saski Baskonia.

## Osiągnięcia
Stan na 20 lipca 2021, na podstawie, o ile nie zaznaczono inaczej.
NCAA
- Uczestnik turnieju NCAA (2016)
- Zaliczony do:
  - I składu pierwszoroczniaków SEC (2015)
  - II składu konferencji Southeastern (SEC – 2016)

Drużynowe
- Wicemistrz Niemiec (2021)
- Zdobywca Pucharu Niemiec (2021)